# ضمد
ضمد هي حاضرة ومركز محافظة ضمد جنوب غرب السعودية، وتبعد حوالي 50 كم شرق مدينة جيزان.

## الموقع
تقع ضمد على خط طول 43 درجة وخط عرض 17 درجة، شرق مدينة جيزان، بميل بسيط إلى الشمال وتبعد عنها حوالي 50 كيلو متر تقريباً، وتقع جنوب صبيا إلى جهة الجنوب الشرقي بحوالي 23 كيلومتر تقريباً، كما تقع شمال أبو عريش بحوالي 20 كيلو متر تقريباً.

## السكان
بلغ إجمالي عدد سكان مدينة ضمد 24056 نسمة حسب إحصائية سنة 2010م، حيث كان عدد المواطنون السعوديون 18860 نسمة، بينما كان عدد المقيمين من غير السعوديين 5196 نسمة.